# Topps
The Topps Company, Inc. ist ein Unternehmen aus New York City, das hauptsächlich Süßwaren und Sammlerobjekte herstellt. Es wurde bekannt durch Sammelkarten aus dem Bereich Sport, Film & Fernsehen und Zeichentrick. In Europa ist der Konzern durch die Topps Europe Ltd in Milton Keynes, Großbritannien vertreten. Die Produkte werden unter dem Markennamen Merlin verkauft.

## Firmengeschichte

### Topps Company
Die Firma Topps an sich wurde 1938 gegründet, die Wurzeln des Unternehmens gehen aber weiter auf den 1890 gegründeten Konzern American Leaf Tobacco zurück. Dieses Unternehmen durchlief in seiner Geschichte zwei dramatische Krisen. Zum einen wurden sie im Ersten Weltkrieg von ihren Tabakplantagen in der Türkei abgetrennt, zum anderen wurde das Unternehmen während der Großen Depression ein zweites Mal arg gebeutelt. Das führte zu der Entscheidung, auf andere Produktionszweige umzustellen, und der Konzern entschloss sich letztendlich zu einem Neustart als Topps und konzentrierte das Kerngeschäft sogleich auf ein aufkommendes neues Produkt: das Kaugummi.
Gleich ihr erstes Kaugummi, das Bazooka-Kaugummi, wurde ein voller Erfolg, nicht zuletzt auch durch die umwickelten Sammelbilder, die das Unternehmen bereits den Tabakprodukten beigelegt hatte. So entschied man 1950 statt der Papier-Sammelbilder auch sogenannte Trading Cards zu vermarkten, anfangs mit Western- und TV-Star-Motiven, ab 1952 kamen dann die ersten Baseballkarten. Ein einziges Päckchen dieser ersten Topps-Baseball-Serie kostet heute übrigens rund 5000 US-Dollar, was daran liegt, dass das Unternehmen im Jahre 1960 ein Müllboot charterte und eine ganze Schiffsladung Karten dieser Serie im Atlantischen Ozean versenkte, um Platz im Firmenhauptquartier zu schaffen.
Zwischen 1972 und 1987 verwandelte sich das Unternehmen in mehreren Schritten vom Familienunternehmen zur Kapitalgesellschaft The Topps Company Inc. Bis zum Jahre 1988, als der Konzern Upper Deck den Markt zu erobern begann, war Topps unangefochtener Marktführer. Um der schleichenden Verdrängung aus dem Sportsektor in den Vereinigten Staaten durch Upper Deck entgegnen zu können, wurde das Unternehmen Topps Europe Ltd gegründet, welches sich auf dem europäischen Markt etablieren konnte. Nachdem man 2007 ein feindliches Übernahmeangebot von Upper Deck in Höhe von 425 Millionen US-Dollar abwehren konnte, wurde das Unternehmen kurze Zeit später an das Investmentunternehmen Madison Dearborn Partners verkauft.

### Topps Europe
1989 wurde das Unternehmen als Merlin Publishing Limited gegründet. Anfangs konzentrierte man sich eher auf den englischen Markt, später dann vor allem mit Sticker-Alben, noch später auch Cardserien, auf den europäischen Markt. Zugpferde des Unternehmens waren anfänglich die Serien Gladiators, WWF (später WWE), The Beano, Dungeons & Dragons und Desert Storm. Ein früher Versuch, mit Fußball-WM-Alben und Nationalmannschaftsalben auf dem Fußballsektor Fuß zu fassen, misslang.
1994 erlangte das Unternehmen die Sammelbilder-Rechte für die englische Premier League und verdrängte dadurch Panini in England weitestgehend vom Markt. Es folgten lange Rechtsstreite um Bilderrechte an Einzelspielern, was immer wieder dazu führte, dass in Alben beider Hersteller entweder Verbandsabzeichen durch Landesfarben ersetzt wurden oder Spieler gar nicht oder nur in T-Shirts abgebildet wurden. Bei dem WM-1998-Album von Panini gab es zum Beispiel die iranische Fußballnationalmannschaft nicht als Einzelbilder, sondern nur als inoffiziellen Bogen. Bei der WM 2002 waren im Panini-Album die Spieler Irlands erst in späteren Auflagen der Stickertüten enthalten, da aufgrund des Konkurrenzproduktes Merlin Ireland 2002 erst die Lizenzrechte geklärt werden mussten.
Zum Eklat kam es, als Panini aufgrund fehlender Rechte sein Premier League-2003-Album vom Markt nehmen musste. Dieses bereits ausgelieferte Album wurde in einer Rückruf-Aktion aus dem Verkauf gezogen. Heute werden bis zu 100 Pfund für ein solches Leeralbum gezahlt, für vollständige Alben dieser Serie bis zu 300 Pfund. Seit dem Jahr 2000 erlangt das Unternehmen auch eine immer größer werdende Popularität in Deutschland, was hauptsächlich auf die Vermarktung der Bilderrechte von Pokémon, Yu-Gi-Oh, Star Wars, Der Herr der Ringe und SpongeBob Schwammkopf zurückzuführen ist, welche auf dem Sammelbildermarkt starke Zugpferde sind.
Im März 2008 errang Topps für 12,4 Millionen Euro nun auch die Rechte zur Vermarktung der Bilderrechte in der Fußball-Bundesliga. Da aber Panini noch Rechte mit einem Großteil der Bundesligaspieler abgeschlossen hat und außerdem die Vereine Bayer 04 Leverkusen und VfL Bochum es versäumt haben, ihre Verträge mit Panini fristgerecht zu kündigen, hat es eine Einigung zwischen Panini und Topps gegeben. Panini durfte so auch das Bundesliga-2008/09-Album vermarkten, wobei sich die kommende Vertragslaufzeit des Topps-Vertrages um jeweils ein Jahr pro Album verlängert.
Im März 2020 kündigte Topps eine Zusammenarbeit mit WAX.io an, um seine Sammelkarten über die Blockchain handelbar zu machen.
Im April 2022 verkündete Topps Europe eine exklusive Partnerschaft mit der UEFA für die EURO 2024 und 2028. Topps wird ab 2022 exklusiver Anbieter für offizielle Sammelaufkleber, -karten sowie andere Sammelobjekte in Zusammenhang mit der UEFA EURO sowie anderen nationalen UEFA Teamwettbewerben. Mark Catlin, General Manager International Sports & Entertainment bei Topps bezeichnete die Fußballeuropameisterschaft als die „größte und prestigeträchtigste Fußballveranstaltung, welche auf europäischer Landesebene stattfindet, mit globaler Anerkennung und seiner ureigenen Geschichte bezüglich Sammelaufklebern, -karten und anderer Sammelobjekten.“ Die Partnerschaft bedeutet nach Catlin für Topps einen „riesigen Schritt“, auf den noch viele folgen werden. Offizielles Werbegesicht wird José Mourinho, der als „Botschafter“ und „Sticker Manager“ agieren wird. Topps löste damit Panini ab, die seit 1980 exklusiver Partner der UEFA waren.